# Oberea lateapicalis
Oberea lateapicalis là một loài bọ cánh cứng trong họ Cerambycidae.